# Simon Flexner

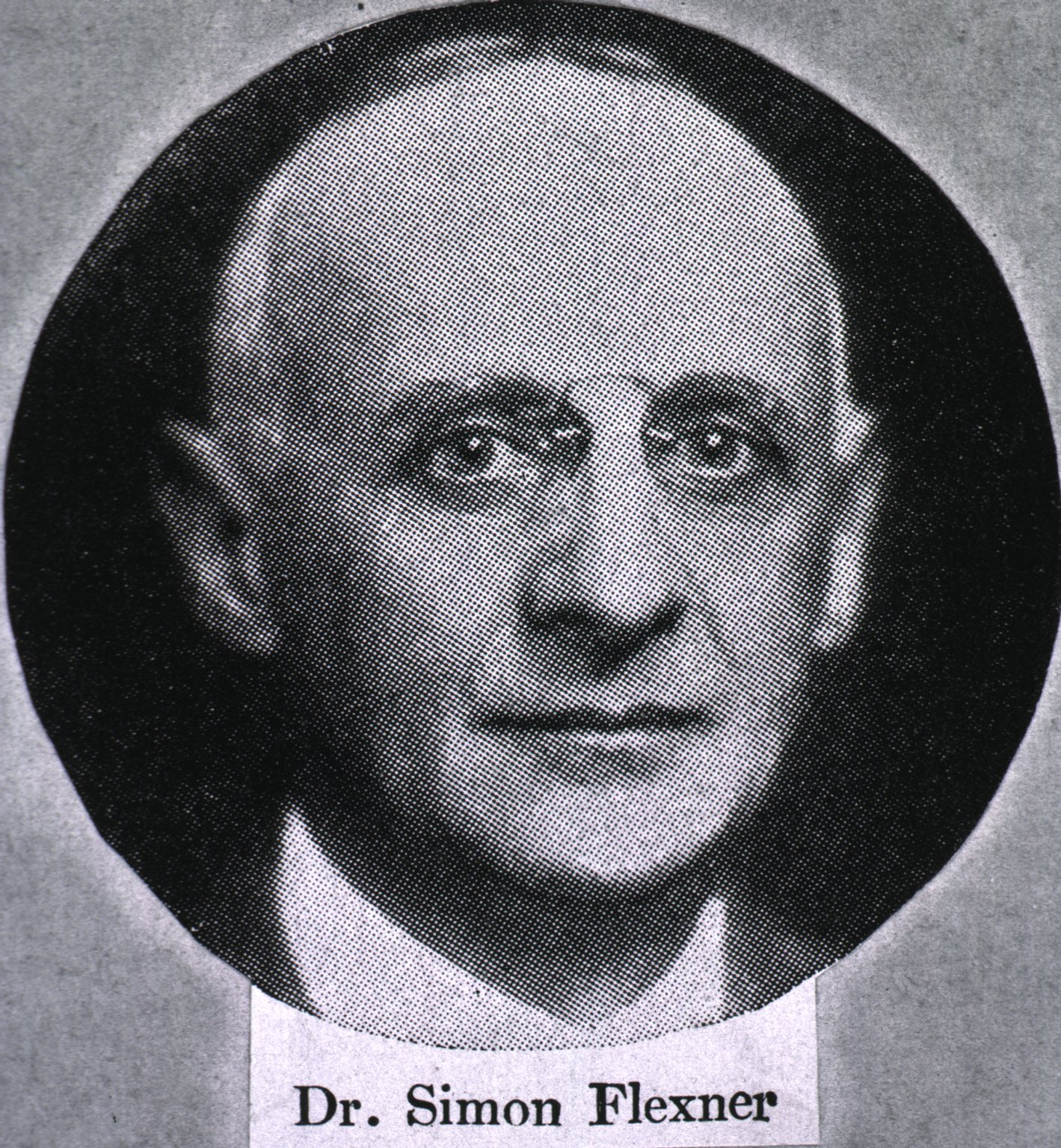
Simon Flexner

Simon Flexner (ur. 25 marca 1863, zm. 2 maja 1946) – amerykański lekarz bakteriolog i patolog. Brat Abrahama Flexnera i Bernarda Flexnera.
Profesor na University of Pennsylvania. W latach 1901–1935 dyrektor laboratoriów Instytutu Badań Medycznych Rockefellera, członek zarządu Fundacji Rockefellera. Wsławił się m.in. odkryciem serum stosowanego w zapaleniu opon mózgowych do czasu wprowadzenia antybiotyków oraz pracami na temat dżumy, trądu i czerwonki. Jeden z rodzajów bakterii wywołujących czerwonkę nazwano Shigella flexneri choć w rzeczywistości wykrył on Shigella dysenteriae.